# デズモンド・リダー
- デズモンド・リッダー

デズモンド・ケリー・リダー（Desmond Kelly Ridder, 1999年8月31日 - ）は、アメリカ合衆国ケンタッキー州ルイビル出身のプロアメリカンフットボール選手。現在はフリーエージェント。ポジションはクォーターバック。

## 経歴

### カレッジ
シンシナティ大学に進学し、1年目の2017年シーズンはNCAAのレッドシャツ制度を利用したため試合に出場しなかった。
2018年シーズンに初出場し、先発に定着。2,445パス獲得ヤード、20のパッシングTD、583ラン獲得ヤードを記録し、AACの新人王を受賞した。
2019年シーズンは2,164パス獲得ヤード、18のパッシングTD、650ラン獲得ヤードを記録した。ボストンカレッジとのバーミングハムボウルでは95パス獲得ヤード、105ラン獲得ヤード、3つのラッシングTDを記録して勝利に貢献し、MVPを受賞した。
2020年シーズンは2,296パス獲得ヤード、19のパッシングTD、592ラン獲得ヤードを記録し、AACの最優秀攻撃選手賞を受賞した。このシーズン終了後、2021年のNFLドラフトへのエントリーを検討していたが、最終的には大学に残った。
2021年シーズンは2年連続でAACの最優秀攻撃選手賞を受賞した。チームはプレーオフに出場し、CFPナショナルチャンピオンシップの準決勝まで勝ち上がったが、アラバマ大学に敗れた。このシーズン終了後、2022年のNFLドラフトにエントリーした。

#### 個人成績
| シンシナティ | シンシナティ | シンシナティ | シンシナティ | シンシナティ | シンシナティ | シンシナティ | シンシナティ | シンシナティ | シンシナティ | シンシナティ | シンシナティ | シンシナティ | シンシナティ | シンシナティ | シンシナティ |      |
| シーズン     | 試合         | 試合         | 試合         | パス         | パス         | パス         | パス         | パス         | パス         | パス         | パス         | ラン         | ラン         | ラン         | ラン         | ラン |
| シーズン     | GP           | GS           | Record       | Cmp          | Att          | Pct          | Yds          | Avg          | TD           | Int          | Rtg          | Att          | Yds          | Avg          | TD           |      |
| ------------ | ------------ | ------------ | ------------ | ------------ | ------------ | ------------ | ------------ | ------------ | ------------ | ------------ | ------------ | ------------ | ------------ | ------------ | ------------ | ---- |
| 2018         | 13           | 11           | 9−2          | 194          | 311          | 62.4         | 2,445        | 7.9          | 20           | 5            | 146.4        | 150          | 572          | 3.8          | 5            |      |
| 2019         | 13           | 13           | 11−2         | 179          | 325          | 55.1         | 2,164        | 6.7          | 18           | 9            | 123.7        | 144          | 650          | 4.5          | 5            |      |
| 2020         | 10           | 10           | 9−1          | 186          | 281          | 66.2         | 2,296        | 8.2          | 19           | 6            | 152.9        | 98           | 592          | 6.0          | 12           |      |
| 2021         | 14           | 14           | 13−1         | 251          | 387          | 64.9         | 3,334        | 8.6          | 30           | 8            | 158.7        | 110          | 355          | 3.2          | 6            |      |
| 通算         | 50           | 48           | 42−6         | 810          | 1,304        | 62.1         | 10,239       | 7.9          | 87           | 28           | 145.8        | 501          | 2,180        | 4.4          | 28           |      |

### アトランタ・ファルコンズ
ドラフト全体74位でアトランタ・ファルコンズから指名され、その後ルーキー契約を結んだ。

#### 2022年シーズン
開幕からマーカス・マリオタが先発を務めていたため、第14週まで出場がなかった。
第15週のニューオーリンズ・セインツ戦で初先発してNFLデビューを果たし、97パス獲得ヤードを記録したが、試合には敗れた。第17週のアリゾナ・カージナルス戦では169パス獲得ヤードを記録し、キャリア初勝利を記録した。翌週のタンパベイ・バッカニアーズ戦では224パス獲得ヤードを記録し、2連勝となった。

### アリゾナ・カージナルス
ファルコンズがカーク・カズンズを巨額契約で獲得した後、2024年3月14日にロンデール・ムーアとのトレードで、アリゾナ・カージナルスへ移籍した。クレイトン・チューンとの控えQB争いに敗れた彼は同年8月27日にカージナルスからリリースされ、その翌日にプラクティス・スクワッド契約を結んだ。

### ラスベガス・レイダース
エイダン・オコンネルが故障者リスト入りしたラスベガス・レイダースと2024年10月21日、契約を結んだ。第12週のデンバー・ブロンコス戦の途中から負傷したガードナー・ミンシューに代わって出場した。シーズン終了後、レイダースは翌シーズンの契約を提示せず、FAとなった。